# Homerun (singolo)
Homerun è il secondo e ultimo singolo estratto da Homerun, l'eponimo quinto album in studio della rock band svizzera Gotthard.
Il singolo ha debuttato alla posizione numero 76 della classifica svizzera il 1º aprile 2001. In seguito alla prematura morte del cantante Steve Lee, nel 2010, il pezzo è rientrato in classifica, raggiungendo la posizione numero 61.
La canzone è stata accompagnata da un video musicale in cui viene mostrata la band durante un concerto, intervallata da alcune immagini che mostrano le vittorie e i momenti di alcuni famosi atleti svizzeri durante i Giochi olimpici. Il concerto mostrato nel video andrà poi a formare il DVD More Than Live nel 2002.
Nella versione estesa del brano presente nell'album, è inserito un breve intermezzo centrale in cui sono udibili in sottofondo alcune tracce del gruppo, nell'ordine: One Life, One Soul, Hush, Free and Alive, Let It Rain e Mountain Mama.

## Tracce
Tutte le canzoni sono state composte da Steve Lee, Leo Leoni e Chris von Rohr.
CD-Maxi Ariola 74321-84619-2
1. Homerun (versione radiofonica) – 3:57
2. Homerun (versione album) – 6:09
3. Time – 5:13

CD-Maxi Ariola 74321-87320-2
1. Homerun (versione radiofonica) – 3:57
2. Homerun (versione album) – 6:09
3. Time – 5:13
4. Dirty Weekend – 3:48

## Classifiche
| Classifica (2010) | Posizione massima |
| ----------------- | ----------------- |
| Svizzera          | 61                |